# Brasiliscincus caissara
Brasiliscincus caissara — вид сцинкоподібних ящірок родини сцинкових (Scincidae). Ендемік Бразилії.

## Поширення і екологія
Brasiliscincus caissara мешкають в прибережних районах штату Сан-Паулу. Вони живуть у вологих атлантичних лісах і в чагарникових заростях. Ведуть денний спосіб життя, живляться безхребетними. Відкладають яйця.

## Збереження
МСОП класифікує цей вид як такий, що перебуває під загрозою зникнення. Brasiliscincus caissara загрожує знищення природного середовища.